# Christian Steffani
Christian Friedrich Steffani (* 9. April 1780 in Wandersleben; † 24. November 1846 in Hörselgau) war ein deutscher lutherischer Geistlicher, Theologe und Lehrer.

## Leben
Steffani war Sohn eines Lehrers und Organisten. Sein Vater starb, als er noch ein Kind war. Durch die Förderung der Herzöge Ernst II. und August und durch Nachhilfestunden und Gesang konnte er dennoch eine akademische Ausbildung durchlaufen. Er absolvierte über sieben Jahre das Gothaer Gymnasium illustre unter Friedrich Wilhelm Döring, bevor er sich an der Universität Jena dem Studium der Theologie widmete. Nachdem er nach Abschluss des Studiums 1801 in Gotha das Kandidatenexamen sehr gut bestanden hatte, wurde er Hauslehrer in Friedrichsanfang. Dort blieb er drei Jahre, bis er 1804 als Hauslehrer nach Regensburg kam. In Regensburg wurde er kurze Zeit später Privatlehrer und dort Vorsteher eines Bildungsinstituts für Kinder aus vornehmen Familien.
Steffani kehrte 1809 in seine Heimat zurück und wurde zunächst Lehrer an der Salzmannschule Schnepfenthal, bevor ihn der Generalsuperintendent Josias Friedrich Löffler in seinem Haus aufnahm, ihn zum Visitationskandidaten sowie zum Protokollführer auf amtlichen Reisen ernannte. 1812 trat er die Pfarrstelle in Laucha an. Dort gründete er zudem ein Unterrichtsinstitut für Kinder wohlhabender Eltern aus dem In- und Ausland. 1834 wurde er nach Hörselgau versetzt. Dort gründete er eine Fortbildungsschule für junge Männer und eine Abendgesellschaft für Herren. Hier blieb er bis zu seinem Tod.
Steffani galt als guter Redner und Prediger sowie Seelsorger und war entsprechend regelmäßiger Gast auf den Pfarrkonferenzen. Neben seinen Monographien veröffentlichte er anonym in der unter anderem von Karl Gottlieb Bretschneider herausgegebenen Allgemeinen Kirchenzeitung.

## Werke (Auswahl)
- Historische Fragen und deren Beantwortung für die Jugend. Zur angenehmen und nützlichen Unterhaltung, Steudel, Gotha 1811.
- Dr. Martin Luthers Leben und Wirken, 2. Auflage mit Supplementband, Henning, Gotha 1831.